# Isistius
Isistius è un genere di squali squaliformi della famiglia dei Dalatiidi.

## Specie
- Squalo sigaro o squalo tagliatore, Isistius brasiliensis (Quoy e Gaimard, 1824)
- Squalo tagliatore della Cina meridionale, Isistius labialis (Meng, Zhu e Li, 1985)
- Squalo tagliatore dentigrandi, Isistius plutodus  (Garrick e Springer, 1964))